# Services routiers des chemins de fer néo-zélandais

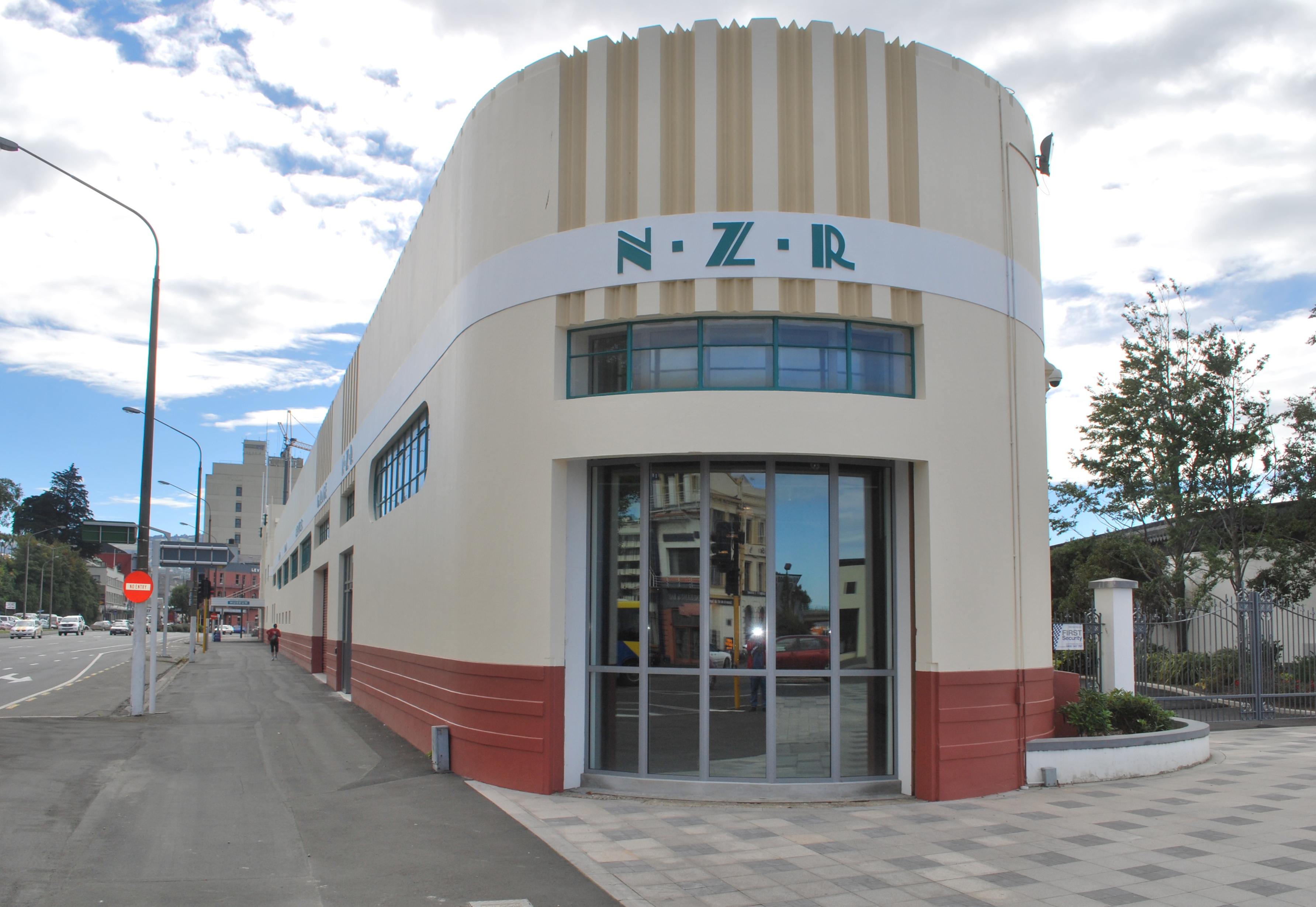
Dépôt de services routiers des chemins de fer néo-zélandais à Dunedin

Les services routiers des chemins de fer néo-zélandais (NZRRS) étaient une branche du ministère des chemins de fer néo-zélandais qui devint plus tard de la New Zealand Railways Road Motor. La compagnie a effectué, jusqu'en 1936, le transport d'usagers en autobus de longues distances, tant à des fins touristiques, qu'à des fins de liaisons sur les réseaux de transport public urbain. Elle était également chargée de l'acheminement des colis.

## Historique

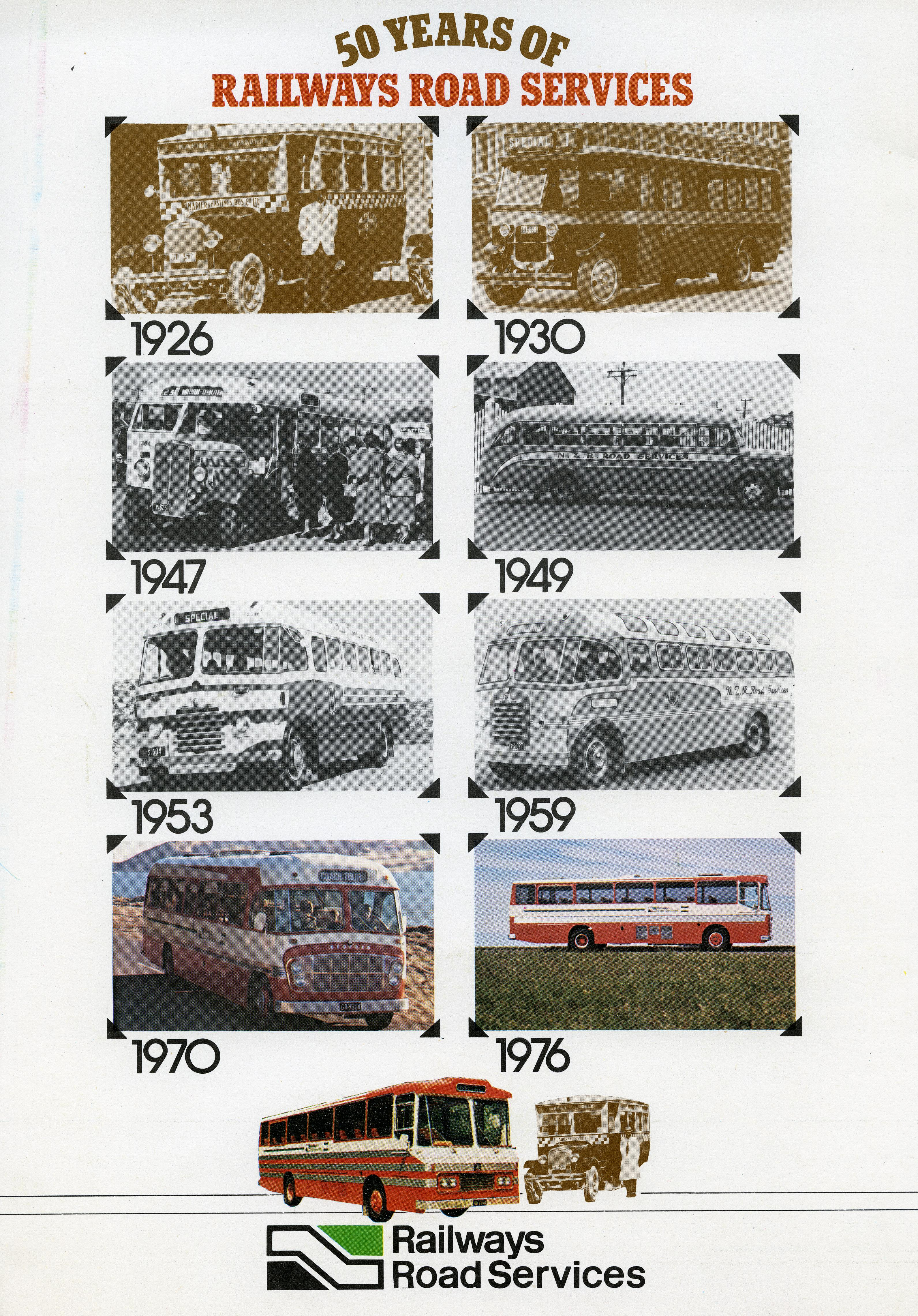
Couverture arrière d'une publication commémorative sur les services routiers ferroviaires en Nouvelle-Zélande publiée en 1976, montrant les bus utilisés de 1926 à 1976.

L'inauguration de la première ligne de bus par NZR a eu lieu le 1er octobre 1907, entre Culverden sur la branche Waiau et Waiau Ferry à Canterbury. Avec le développent du parc automobile  dans les années 1920, la NZR a accusé une baisse sensible de son trafic ferroviaire. Dès 1923, elle fut amenée à négocier son service ferroviaire avec les compagnies de bus privés.
En novembre 1926, NZR a acheté une entreprise de bus privée opérant entre Hastings et Napier dans la région de Hawke's Bay. NZR a par la suite acquis d'autres services de transport notamment sur  Dunedin et dans la Hutt (vallée). En 1928, NZR  exploitait une flotte de  56 bus. En 1931, afin de réglementer le service des transports publics, le Parlement adopta une loi relatives à la délivrance des licences de transport. Cette loi  votée afin de garantir les intérêts de la NZR  n'a fait qu'accroitre leurs acquisitions au détriment des petites compagnies.
Il s'ensuivit une certaine rivalité au sein de la NZR -NZRRS avec la Rail Traffic Branch. Ils se faisaient plutôt concurrence plutôt que de se compléter. Ainsi de nombreuses villes avaient des terminaux de bus à une certaine distance des gares et de nombreuses routes NZRRS étaient parallèles et à des heures similaires aux trains. En 1954, les lignes de bus couvraient 9 700 km (6 000 milles), généralement à des tarifs plus élevés que ceux des chemins de fer. Par exemple, le billet aller-retour entre Christchurch-Dunedin pour une distance de 370 km, coûtait 2 £ 13s 6d en train, mais 3 £ 10s en bus. En train le trajet s'effectuait en sept heures et dix minutes, alors qu'en bus il durait neuf heures.

## Parc automobile

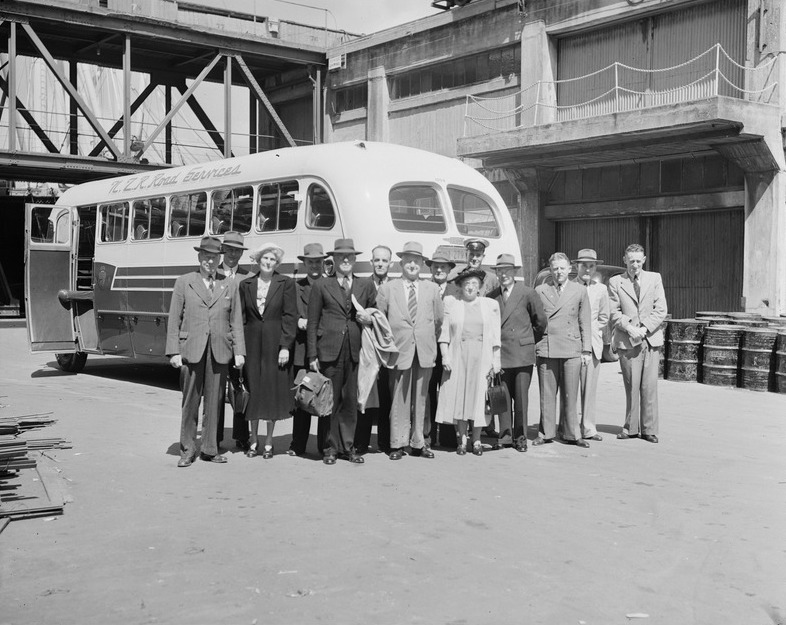
Commissaires des chemins de fer australiens et néo-zélandais, Auckland, 17 février 1951

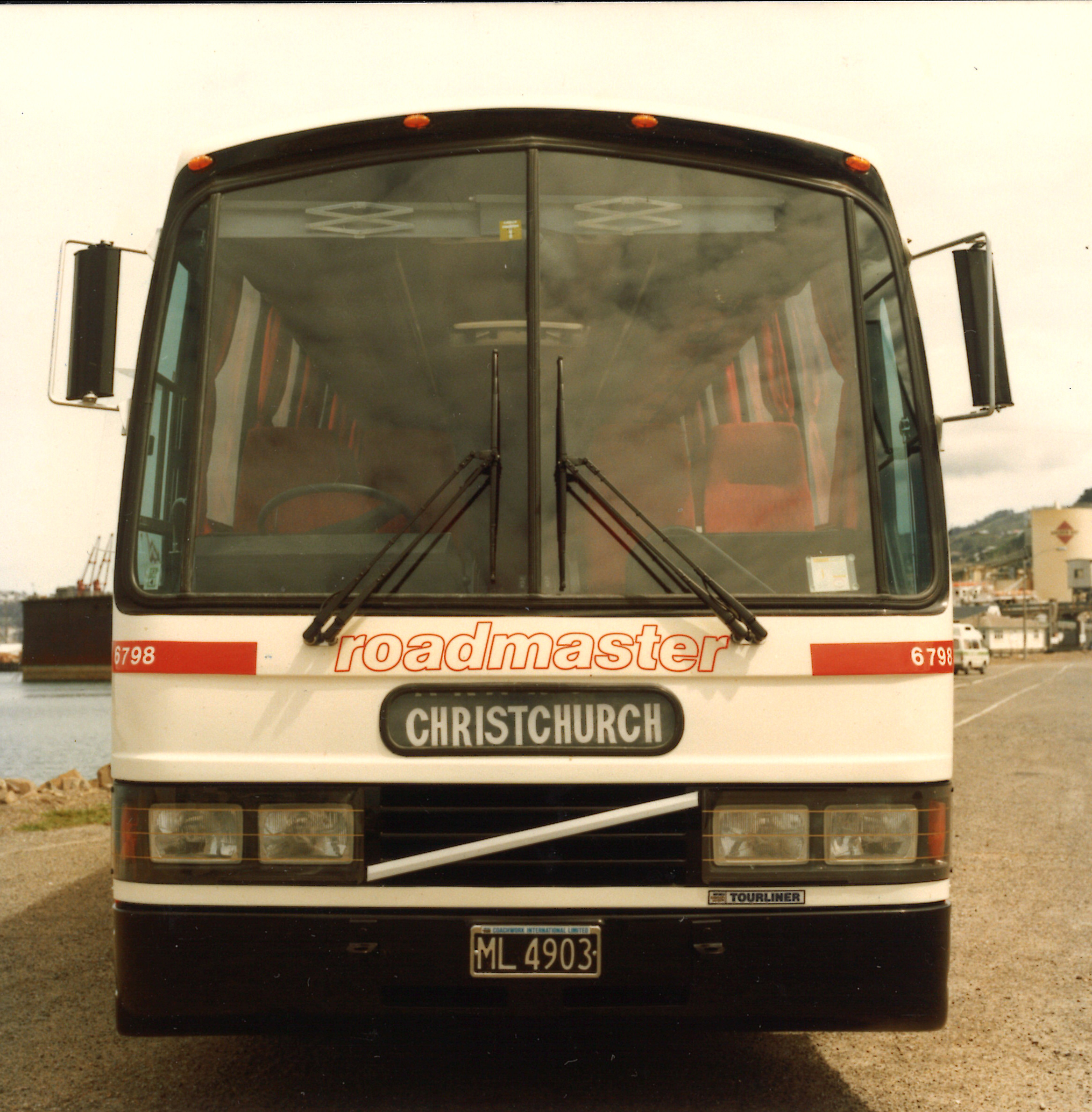
Volvo Roadmaster Road Services - Autocars c1985

Les premières années les réseaux  routiers ont vu des flottes d'autobus bien différentes :  des voitures de modèle Ford T, des camions à vapeur Straker, et de nombreux bus Albion, Cadillac, Dodge et Leyland. Au cours des années 1940, les châssis de camion Ford V8 et Bedford avec des carrosseries néo-zélandaises (NZMB) devinrent standards pour les bus de la NZRRS.
En 1950, un Commer à commande avancée de 24 places  fut introduit sur la route reliant Gisborne  à - Auckland. Au cours des années 1950, le NZRRS a commencé à utiliser largement le châssis Bedford SB équipé de carrosseries NZMB. À tel point que le Bedford SB a été commandé jusqu'en 1980. NZRRS a finalement acheté 1 240 châssis de ce type, qui ont été utilisés dans les services suburbains, ruraux locaux et longue distance. Il s'agissait de la plus grande flotte de bus Bedford SB (en) au monde.
À la fin des années 1970, le NZRRS, comme de nombreux autres opérateurs, a connu des problèmes  relatifs à la fiabilité générale de sa flotte. Des commandes ont été passées à Volvo et Hino dans le but de trouver un meilleur véhicule, et les autobus et autocars Hino et Volvo ont été achetés jusqu'à la fin de la NZRRS.

## Restructuration

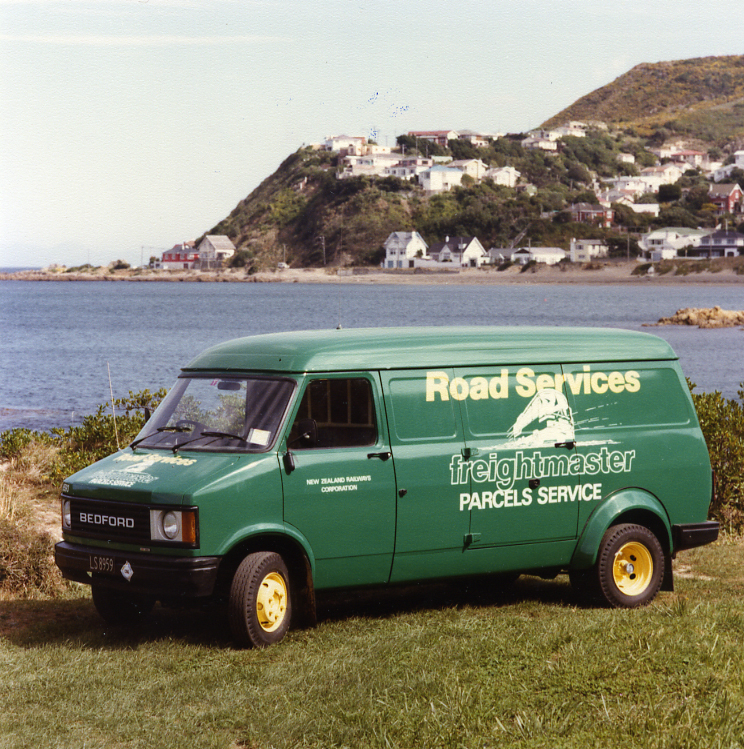
Services routiers - Freightmaster Colis Van, Wellington c1985

En 1985, les opérations terrestres du NZRC ont été restructurées en groupes commerciaux bimodaux (routiers et ferroviaires) basés sur le marché, plutôt qu'en branches basées sur le mode de transport, et dans le cadre du nouveau groupe commercial de passagers, le NZRRS a été divisé en trois marques :
- InterCity - services passagers long-courriers
- Cityline - services de voyageurs urbains
- Speedlink - services de colis

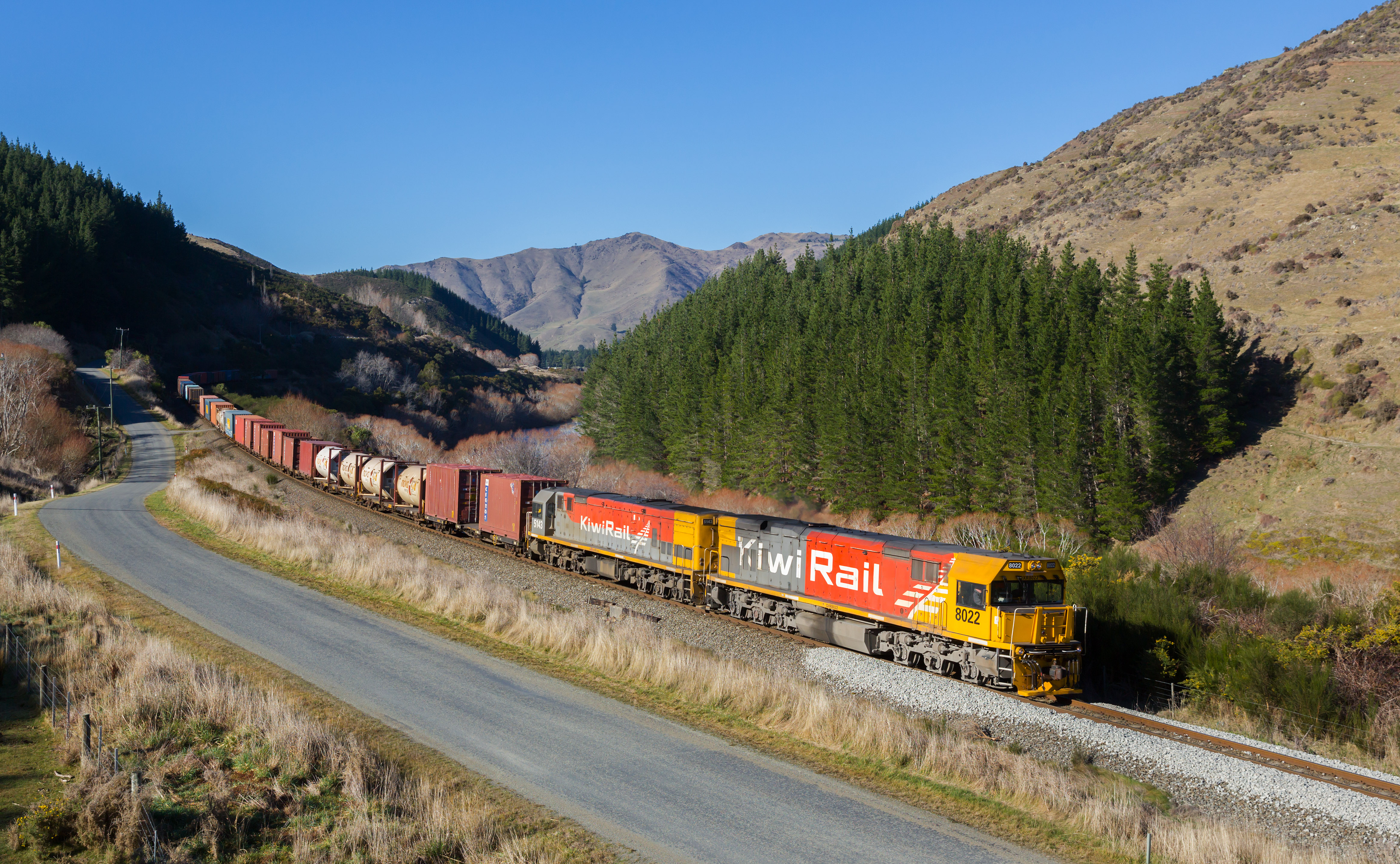
KiwiRail DXR classe Ethelton

L'activité de camionnage de fret a été combinée avec le fret ferroviaire dans la Freight company (en) du groupe Freight Business Group, avec le service du transport ferroviaire de marchandises Rail freight transport (en) .

## Privatisation
Les services routiers et ferroviaires ont été séparés en 1991 lorsque les opérations ferroviaires et de ferry de la New Zealand Railways Corporation ont été transférées à New Zealand Rail Limited et les opérations de transport routier ont été vendues
- Les bus InterCity ont été vendus en 1991 à InterCity Management Limited[5]
- Cityline à Wellington et Auckland jusqu'à Wellington City Transport et ensuite jusqu'à Stagecoach ; de Dunedin à Newton's Coachways ; New Plymouth à Waitara repris par Withatruck Coachlines
- Speedlink Parcels a été vendu à la poste néo-zélandaise.

## Pour approfondir